# Oenothera graminifolia
Oenothera graminifolia är en dunörtsväxtart som beskrevs av Leveille. Oenothera graminifolia ingår i släktet nattljussläktet, och familjen dunörtsväxter. Inga underarter finns listade i Catalogue of Life.